# 赵克非
赵克非（1956年6月—），男，汉族，黑龙江阿城人，中华人民共和国政治人物，曾任黑龙江省国资委党委书记，黑龙江省政协副主席兼秘书长，党组副书记。